# Al-Muttaqi
Al-Muttaqi, död 968, var abbasidernas 21:e kalif. Han var regerade kalif i Abbasidkalifatet mellan 940 och 944. 